# 張斗寅
張斗寅（1517年—？），字子人，湖廣常德府武陵縣人，民籍，明朝政治人物。

## 生平
湖廣鄉試第六十三名舉人。嘉靖二十年（1541年）中式辛丑科會試第九十七名，登第二甲第三十二名進士。官吏部主事。

## 家族
曾祖張鋐；祖父張紀；父張廷英，母梁氏。具庆下。